# Skogsbyås naturreservat
Skogsbyås naturreservat är ett naturreservat i Nyköpings kommun i Södermanlands län.
Området är naturskyddat sedan 2022 och är 62 hektar stort. Reservatet ligger invid och öster om sjön Vikitteln och består av barrblandskogg. 